# Alphen (Gueldre)
Pour les articles homonymes, voir Alphen.

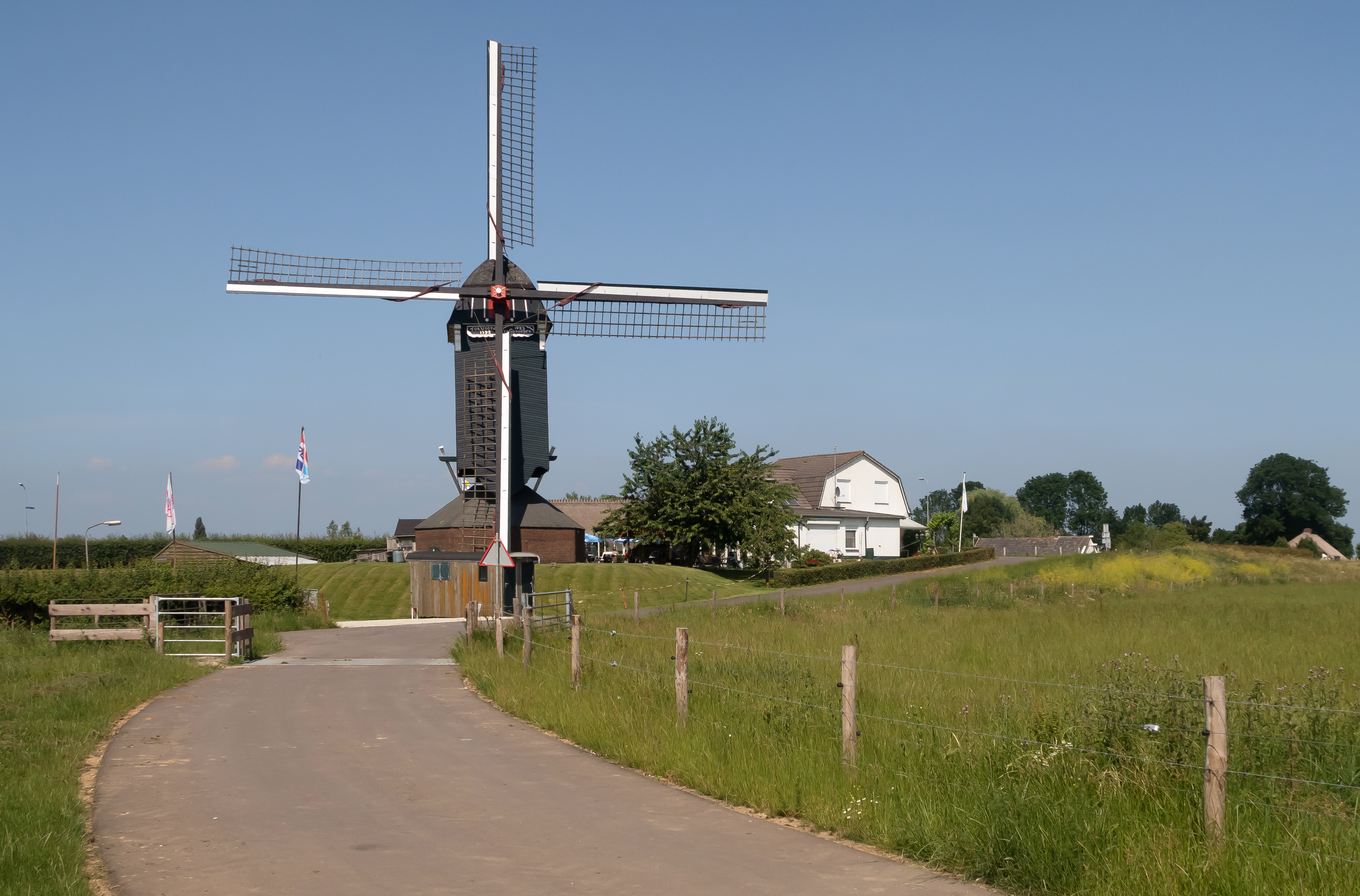
Alphen, le moulin: windmolen Tot Voordeel en Genoegen

Alphen est un village appartenant à la commune néerlandaise de West Maas en Waal. En 2009, le village comptait environ 1 700 habitants.
Alphen est situé sur la rive droite de la Meuse.
Le1er janvier 1818, la commune jusque-là indépendante d'Alphen fut rattaché à Appeltern.